# Monique Adamczak
Monique Adamczak (født 21. januar 1983 i Kensington, New South Wales, Australien) er en professionel tennisspiller fra Australien.